# Hotel California
"Hotel California" er titelnummeret på The Eagles' album af samme navn, og som blev udgivet som single i februar 1977. Sangen blev skrevet af Don Felder (musik), Don Henley og Glenn Frey (tekst). The Eagles' oprindelige indspilning af sangen har Henley som forsanger, og slutter med en længere del med af elektrisk spillet af Felder og Joe Walsh.
Sangen bliver betragtet som bandets best berømte nummer, og den lange guitarcoda er blevet stemt som den bedste guitarsolo nogensinde i Guitarist i 1998. and was ranked 8th on Guitar Magazine's Top 100 Guitar Solos. Sangen modtog Grammy Award for årets indspilning i 1978. Teksten til sangen er blevet fortolket på mange måder af både fans og kritikere, mens The Eagles selv beskriver sangen som deres "fortolkning af det vilde liv i Los Angeles". I dokumentaren History of the Eagles fra 2013 sagde Henley at sangen var om "en rejse fra uskyld til erfaring... det er det hele..."
Siden udgivelse af "Hotel California" er den blevet indspillet i coverversioner af adskillige kunstnere og er blevet en del af international populærkultur. Julia Phillips foreslog om at lave sangen om til en film, men da The Eagles ikke brød sig om ideen skete dette aldrig. Kommercielt nåede "Hotel California" førstepladsen på Billboard Hot 100 og den kom i top 10 i adskillige andre land.

## Histlister
| Chart (1977)                                     | Peak position |
| ------------------------------------------------ | ------------- |
| Østrig (Ö3 Austria Top 40)                       | 13            |
| Belgien (Ultratop 50 Flanderen)                  | 24            |
| Canada Top Singles (RPM)                         | 1             |
| Canada Adult Contemporary (RPM)                  | 2             |
| Frankrig (SNEP)                                  | 2             |
| Tyskland (Official German Charts)                | 6             |
| Holland (Single Top 100)                         | 6             |
| New Zealand (RIANZ)                              | 5             |
| Norge (VG-lista)                                 | 5             |
| Spain (AFE)                                      | 3             |
| Schweiz (Schweizer Hitparade)                    | 2             |
| Storbritannien Singles (Official Charts Company) | 8             |
| USA Billboard Hot 100                            | 1             |
| USA Adult Contemporary (Billboard)               | 10            |